# Christelijke Brassband Middelburg
De Christelijke Brassband Middelburg is een Britse stijl brassband uit Middelburg met een geschiedenis die teruggaat tot 1927. De band is regelmatig uitgekomen in de hoogste afdeling van concoursen georganiseerd door de Koninklijke Nederlandse Federatie van Muziekverenigingen, de huidige Koninklijke Nederlandse Muziek Organisatie (KNMO). De brassband heeft opgetreden in Engeland en België.

## Geschiedenis

### Christelijke Muziekvereniging O.N.D.A.
De Christelijke Muziekvereniging O.N.D.A. (Oefening Na Den Arbeid) werd in november 1927 opgericht vanuit de gereformeerde gemeenschap in Middelburg. In het begin had de vereniging een fanfareorkest. De eerste dirigent, M. Bouma, was onderwijzer aan de christelijke school in de Gravenstraat. De fanfare begon met 20 leden, waarvan de meesten nooit in een orkest hadden gespeeld. De eerste openbare repetitie vond plaats in de Buitentuin aan de Tramsingel op 17 juli 1928.
Op de verjaardag van prinses Juliana, 30 april 1930, deed het muziekkorps voor het eerst een rondwandeling door Middelburg. Onder leiding van de nieuwe dirigent Jan van Kamer, werd de Commissaris van de Koningin bezocht en het Wilhelmus gespeeld. Datzelfde jaar nam de fanfare voor het eerst deel aan het jaarlijkse concours op tweede Pinksterdag, georganiseerd door de Zeeuwse Bond voor Fanfare- en Harmonieorkesten. In de negentiendertiger jaren speelde het muziekkorps in Middelburg op alle belangrijke feest- en herdenkingsdagen.
Op 29 juni 1940 besloot de vereniging de repetities tot nader order op te schorten, om ze twee maanden later weer te hervatten. Jan van Kamer trad af in 1941 vanwege drukke werkzaamheden en in zijn plaats dirigeerden de componist Adriaan Kousemaker en zijn broer Jan Pieter, beiden uit Goes, enige optredens. In 1942 werd de bekende organist, latere Directeur van de Zeeuwse zangschool en stadsbeiaardier Pieter Hendrik Broerse, jr. benoemd tot directeur van het orkest. Repetities en uitvoeringen werden echter stopgezet van juli 1943 tot maart 1945. Na de oorlog werden ze hervat in het Militair Tehuis aan de Nieuwstraat. Het orkest was in goede vorm, zo bleek tijdens het muziekconcours in Kapelle in 1946 waar de eerste prijs gehaald werd in de eerste klasse.
In 1949 werd Jan van Kamer voor de tweede maal dirigent van het fanfareorkest, in opvolging van P.H. Broerse, jr. Hij zou dit blijven tot 1961. Daarna nam Bart Leijnse de dirigeerstok over. In de jaren tussen 1949 en 1967 was het fanfareorkest een vast nummer op feest- en gedenkdagen in Middelburg.

### Christelijke Brassband "ONDA" Middelburg
In 1967 werd het fanfareorkest omgezet naar een britse-stijl brassband. Ook werd de jeugdbrassband opgezet. Onder leiding van Cees Cevaal promoveerde de band naar de Vaandelafdeling van het KNFM en maakte tweemaal een reis naar Engeland, waarbij opgetreden werd in de Royal Albert Hall in Londen voor ongeveer 6000 toeschouwers. Bij het 50-jarig jubileum werd een langspeelplaat uitgebracht met als titel "Brass uit Zeeland". De jeugdbrassband onder leiding van Piet Baan behaalde eveneens aansprekende successen.

### Christelijke Brassband Middelburg
Vanaf 2010 hanteert het orkest de naam "Christelijke Brassband Middelburg en Jeugdbrassband". De vierde prijs op het Wereld Muziek Concours in Kerkrade in 2009 en in 2013 een vijfde prijs in de derde divisie, te midden van internationale concurrentie, was een blijk van aanhoudende goede vorm. De band heeft verscheidene optredens in België verzorgd naast haar jaarlijkse programma van optredens in Middelburg en elders in Nederland.

## Dirigenten
- 1927-1930 M. Bouma
- 1930-1941 Jan van Kamer
- 1941-1942 Jan Pieter en Adriaan Kousemaker, afwisselend
- 1942-1949 Pieter Hendrik Broerse jr.
- 1949-1961 Jan van Kamer
- 1961-1966 Bart Leijnse
- 1967-1980 Cees Cevaal
- 1981-1984 Arie Rotte
- 1984-1985 Piet Baan
- 1986-1990 Anno Apello
- 1991-1996 Hugo Verweij
- 1996-2000 Arjo Briggeman
- 2000-2005 Ger Blom
- 2006-2015 Bart van der Strieckt
- 2016- Joeri van Hove

## Erelijst (selectie)

### Fanfareorkest
- 14e Muziekwedstrijd Zeeuwse Bond van Fanfare- en Muziekverenigingen, Wemeldinge, Mei 1931. Derde klasse: Eerste prijs[11]
- Muziekconcours Kapelle, Juni 1946. Eerste klasse Fanfare: Eerste prijs

### Brassband
- Zeeuws concours 1968. Eerste deelname als brassband. Tweede klasse brassband: Eerste prijs
- Nationaal Federatief Concours, Middelburg 1970. Afdeling uitmuntendheid: Eerste prijs
- 22 april 1972: Optreden in de Royal Albert Hall, Londen: ONDA ontvangt Wills-trofee
- 1976: Erediploma van de Koninklijke Nederlandse Federatie van Muziekvereniging vanwege hoogste landelijke puntentotaal in afdeling 1A
- 1976: Promotie naar de Vaandelafdeling van de KNFM
- Wereld Muziek Concours, 2009: Vierde prijs
- Lentefestival Koninklijke Nederlandse Federatie van Muziekverenigingen, 2010. 3e Divisie: Eerste prijs
- Concertconcours K.N.F.M.- afdeling Zeeland, 2011: 3e Divisie: eerste prijs met promotie naar de 2e Divisie
- Nederlandse Brassband Kampioenschappen deelname in december 2011: plaats 10 in de ranking

## Plaatopnamen
- Van de Zangavond in april 1963 in de Nieuwe Kerk te Middelburg met medewerking van diverse koren en het Christelijk Muziekkorps O.N.D.A, allen onder leiding van Bart Leijnse, is een grammofoonplaat gemaakt, uitgegeven door muziek- en grammofoonhandel Wagenvoort.[12]
- "Brass uit Zeeland". Eurosound ES 46297. Uitgegeven ter gelegenheid van het 50-jarig jubileum. Opgenomen in de hervormde kerk in Zoutelande op 23 en 24 september, 1977.[13]
- Muziek en Zang rond Janus Mondeel, stereo-langspeelplaat met medewerking van brassband ONDA, opgenomen 28 augustus 1979 in De Hoeksteen.[14]